# Diócesis de Galtellì
Diócesis de Galtellì (en latín: Galtellinensis) fue una antigua diócesis de la Iglesia católica, suprimida en 1928 y restablecida como una sede titular en 2004.

## Historia
La diócesis de Galtellì fue erigida hacia el siglo XII. 
En 1138 una bula de Alejandro III la rindió sufragánea de la arquidiócesis de Pisa.
Caído el dominio pisano sobre Cerdeña, la sede de Galtellì pasó a ser inmediatamente sujeta a la Santa Sede.
Alejandro VI, en 1495,la unió a la arquidiócesis de Cagliari.
El 21 de julio de 1779, mediante bula Eam inter caeteras del papa Pío VI, la sede fue restablecida con el nombre de diócesis de Galtellì-Nuoro, como sufragánea de Cagliari, la residencia episcopal fue transferida de Galtellì a Nuoro.
El 27 de enero de 1928, la jurisdicción asumió el nombre de diócesis de Nuoro, dando paso a que en octubre de 2004, la antigua diócesis de Gatellì fuese restablecida como sede titular. Desde entonces, el único obispo titular ha sido Joaquim Giovanni Mol Guimarães, obispo auxiliar de Belo Horizonte.